# 進藤健太郎
進藤 健太郎（しんどう けんたろう、1976年12月10日 - ）は、日本の俳優。東京都生まれ。身長176cm。
1996年、仲代達矢主催の「無名塾」入塾。無名塾・現・塾員。株式会社仕事所属。
舞台を中心に活動し、無名塾公演をはじめ、外部公演では、野田秀樹など多様な演出家の作品で主演・助演を務めている。
2014年の無名塾公演「ロミオとジュリエット」では、タイトルロール（主役）のロミオ役を演じ、好評を博した。
趣味・特技はジャズダンス・クラシックバレエ等。

## 出演作品

### テレビドラマ
- 1998年 徳川慶喜（NHK） - 徳川家茂役
- 2002年 身辺警護11（NTV）
- 2003年 水戸黄門（TBS）
- 2008年 相棒 シーズン6（テレビ朝日）
- 2011年 相棒 シーズン10（テレビ朝日） - 杉田哲司役
- 2015年 果し合い （BSスカパー）
- 2016年 巨悪は眠らせない 特捜検事の逆襲（テレビ東京）

### 映画
- 2002年 助太刀屋助六（岡本喜八監督作品)
- 2010年 座頭市 THE LAST
- 2010年 SPACE BATTLESHIP ヤマト
- 2013年 人類資金 - 暢彦の秘書役
- 2015年 仲代達矢・役者を生きる

### 舞台
無名塾公演
- 1996年 リチャード三世
- 1997年 いのちぼうにふろう物語
- 2001年 お隣の脱走兵（仕事）
- 2002年  セールスマンの死
- 2010年 炎の人
- 2011年 「無明長夜」
- 2013年 - 2014年 ロミオとジュリエット‐ロミオ役

外部出演
- 蠅の結婚（Player's AL-AIN）（2000年）
- タワーリングライフ（ネルケプランニング）（2002年）
- オイル（野田地図 NODA MAP）（2003年）
- CHILDREN（下北沢本多劇場)（2004年）
- 青ゐ鳥（innerchild）（2004年）
- アルルの女（まつもと市民芸術館製作）（2005年）
- 贋作・罪と罰 （野田地図 NODA MAP）（2005年）
- スラブボーイズ (tpt) （2006年）主演
- バッカイ（tpt）2006年
- アメノクニ(innerchild)（2007年）
- ヤマトブミ（innerchild）（2007年）
- 紙の上のユグドラシル  (innerchild) （2008年）
- 天翔ける風に  (TSミュージカルファンデーション)（2009年）
- 刃、刃、刃！（演出 矢内文章）（2011年）
- エイコーン「メアリースチュアート」（2015年11月、かめありリリオホール　2016年3月迄全国巡演）

## インタビュー
- 2014年「ロミオとジュリエット」進藤健太郎＆松浦唯インタビュー（YOUTUBE・無名塾チャンネル）
- 2014年「ロミオとジュリエット」進藤健太郎さん＆松浦唯さんに聴く
- 2014年「ロミオとジュリエット」ロビー交流会（インタビュー）